# Czesław Foryś

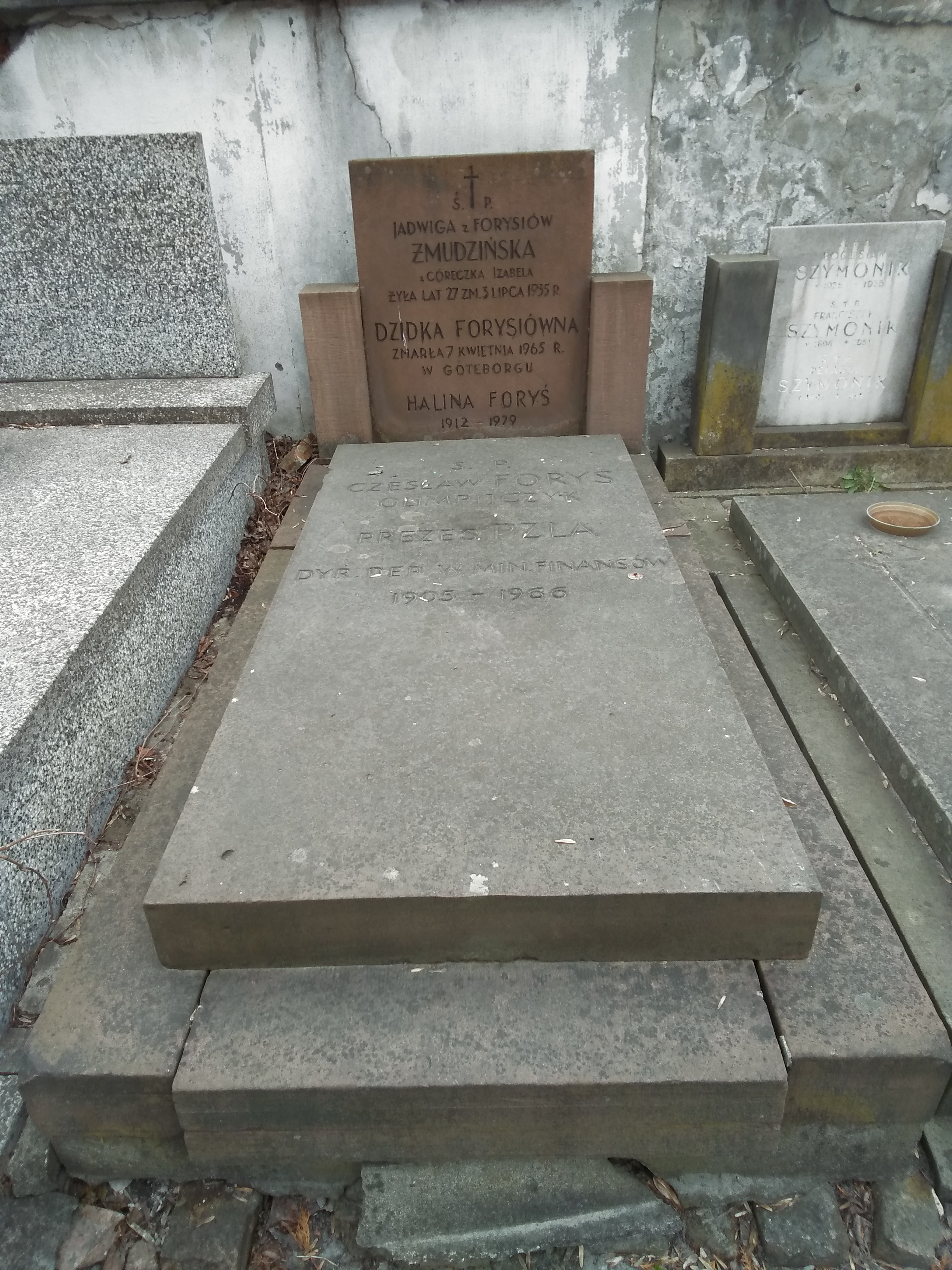
Grób Czesława Forysia na cmentarzu Powązkowskim

Czesław Foryś (ur. 10 maja 1905 w Bochni, zm. 23 lutego 1966 w Warszawie) – polski lekkoatleta i działacz lekkoatletyczny, długoletni prezes PZLA.

## Życiorys

### Rodzina i edukacja
Był synem Walentego, działacza lekkoatletycznego, długoletniego prezesa warszawskiego Okręgowego Związku Lekkiej Atletyki i pierwszego powojennego prezesa PZLA (Czesław Foryś przejął tę funkcję bezpośrednio po ojcu) i Heleny z Kazimierskich. Ukończył Gimnazjum im. Tadeusza Reytana w Warszawie (1923) i Wydział Prawa na Uniwersytecie Warszawskim. W latach 1923–1925 był komendantem 1 Warszawskiej Drużyny Harcerskiej im. Romualda Traugutta („Czarna Jedynka”). Pracował zawodowo w Ministerstwie Skarbu, dochodząc do stanowiska dyrektora Departamentu Kadr.

### Lekkoatleta
Karierę lekkoatlety rozpoczął 1923 w klubie Orzeł Biały. W 1924 został zawodnikiem klubu sportowego Warszawianka, którego był członkiem założycielem. Trzykrotnie zdobywał mistrzostwo Polski na 1500 metrów w 1925, 1926 i 1927. Był również wicemistrzem Polski w biegu na 800 metrów w 1925 i 1927 oraz w biegu drużynowym na 3000 metrów w 1924, a także brązowym medalistą na 1500 metrów w 1924 oraz w sztafetach 4 × 100 metrów w 1925 i 4 × 400 metrów w 1925, 1927 i 1928. Wziął udział w igrzyskach olimpijskich w 1928 w Amsterdamie, gdzie odpadł w eliminacjach biegu na 1500 metrów.
Czterokrotnie startował w meczach międzypaństwowych reprezentacji Polski (2 zwycięstwa). Ośmiokrotnie poprawiał rekordy Polski na 1000 metrów, 1500 metrów, 2000 metrów i w sztafecie olimpijskiej. W 1929 zakończył karierę sportową.
Startował w klubach warszawskich Orzeł Biały (1923) i Warszawianka (1924–1929).

### Działacz sportowy
Był członkiem zarządu Polskiego Związku Lekkiej Atletyki w latach 1929–1939, wiceprezesem od 1945 do 1949 i prezesem od 13 października 1949 do 28 marca 1965. W czasie prezesury Czesława Forysia polska lekka atletyka odnosiła największe sukcesy. Nie tylko odbudowała się ze strat spowodowanych II wojną światową, ale stała się światową potęgą (czasy Wunderteamu). Był kierownikiem polskiej drużyny lekkoatletycznej od igrzysk w Londynie w 1948 do igrzysk w Tokio w 1964. Czesław Foryś został w 1965 mianowany „Honorowym Prezesem PZLA”.
Foryś był również wiceprezesem Warszawskiego Okręgowego Związku Lekkiej Atletyki (w latach 1930–1931). Po wojnie przez ponad dwadzieścia lat zasiadał we władzach PKOl, będąc m.in. jego skarbnikiem i wiceprezesem. Działał także w strukturach IAAF, m.in. w Komisji Technicznej i Komisji Młodzieżowej. W 1964 przyznano mu tytuł „Weterana IAAF”.
Zmarł 23 lutego 1966 w Warszawie, został pochowany na cmentarzu Powązkowskim (kwatera PPRK-1-339).

## Rekordy życiowe
- bieg na 400 metrów – 53,4
- bieg na 800 metrów – 2.00,0
- bieg na 1000 metrów – 2.34,1
- bieg na 1500 metrów – 4.06,0
- bieg na 2000 metrów – 5.56,2
- bieg na 3000 metrów – 9.15,8
- bieg na 5000 metrów – 16.30,8

## Odznaczenia
- Medal 10-lecia Polski Ludowej (11 stycznia 1955)[7]